# Lavagno
Lavagno est une commune italienne de la province de Vérone dans la région Vénétie en Italie.

## Administration
| Période                                  | Période | Identité | Étiquette | Qualité |
| ---------------------------------------- | ------- | -------- | --------- | ------- |
|                                          |         |          |           |         |
| Les données manquantes sont à compléter. |         |          |           |         |

### Hameaux
San Briccio, San  Pietro (casa comunale) e Vago

### Communes limitrophes
Caldiero, Colognola ai Colli, Illasi, Mezzane di Sotto, San Martino Buon Albergo